# Српска православна црква Светог Димитрија у Љуби
Српска православна црква Светог Димитрија у Љуби, месту у општини Шид, подигнута је 1810. године на месту старије дрвене капеле са почетка 19. века. Црква је недавно озидана опеком. Православна црква у Љуби је споменик културе великог значаја због икона које су у њој сачуване из првобитне цркве.

## Изглед цркве
Црква у Љуби је подигнута као једнобродна грађевина скромних димензија, омалтерисаних и окречених зидова од черпића. Олтарска апсида је на источној страни, док се на западној, директно из двосливног крова покривеног бибер црепом, уздиже дрвена конструкција звоника-куле. Осим два улаза на западном и јужном зиду и полукружно завршених прозора, фасаде не носе никакву архитектонску декорацију.
У унутрашњости храма, ниском преградом издвојена је припрата од наоса, а иконостасом олтарски простор. Одређен број икона (престоне, царске двери, Деизис, апостоли, крст са Распећем) представља хронолошки и стилски јединствену целину.